# Emil Ermatinger

Emil Ermatinger, 1914

Emil Ermatinger (* 21. Mai 1873 in Schaffhausen, Schweiz; † 17. September 1953 in Zürich) war ein Schweizer Germanist und Zürcher Universitätsprofessor.

## Leben
Emil Ermatinger, aus einer alten Schaffhauser Familie stammend, wurde als jüngstes von fünf Kindern von Martin Ermatinger und Maria Helena, geborene Möckli, geboren. Ermatinger arbeitete nach seiner Promotion 1897 zunächst als Gymnasiallehrer in Winterthur. Im selben Jahr veröffentlichte er seinen ersten Gedichtband. 1899 heiratete er Barbara Anna Kunz. 1902 veröffentlichte er seine ersten Novellen. 1909 wurde er zum Professor für deutsche Literatur am Eidgenössischen Polytechnikum, 1912 zum vorerst ausserordentlichen, 1920 zum ordentlichen Professor an der Universität Zürich berufen; beide Lehrstühle hatte er bis 1943 inne. 1939 war er für ein Semester Gastprofessor an der Columbia University in New York.

## Wirken
Ermatinger war einer der führenden Vertreter der vom deutschen Idealismus bestimmten «geisteswissenschaftlichen» Literaturbetrachtung, welche die Dichtkunst von der Ideengeschichte her versteht, dass also die Dichterpersönlichkeit und deren erlebte Weltanschauung die Dichtkunst bestimmen. Er wandte sich «gegen einen angeblich voraussetzungslosen Positivismus, der ihm das Wesen der Dichtung zu verfehlen schien». Die Dichtung begriff er «weniger als Werkgebilde denn als Niederschlag dessen, was er im Sinne der deutschen Klassik den ‹bildenden Willen der geistig-sittlichen Persönlichkeit› nannte, und diesen ethischen Bezug galt es auch in dem rational formulierenden Prozess wissenschaftlichen Erkennens festzuhalten». Die Literaturgeschichte verstand er «als Geistesgeschichte im Sinne Wilhelm Diltheys, als Feld eines grossen dialektischen Prozesses um die Grundfragen des Menschen». Sein theoretisches Hauptwerk Das dichterische Kunstwerk, Grundbegriffe der Urteilsbildung in der Literaturgeschichte, erstmals 1921 und in dritter Auflage 1939 erschienen, war ein erfolgreicher und grundlegender Beitrag zur methodologischen Diskussion. Ermatinger sah sich darin getreu seiner von persönlichem Werturteil getragenen Wissenschaft als «Hüter des Heiligtums» und lehnte alle nicht ästhetisierenden Richtungen wie den Naturalismus und den Expressionismus ab. Er wirkte auch als Herausgeber von Gottfried Kellers Werken, doch er «verleugnete nach massiver Kritik J. Fränkels seine Werkausgabe von 1919» in seiner Literaturgeschichte Dichtung und Geistesleben der deutschen Schweiz von 1933. Laut Charles Linsmayer hatte seine auch von vielen seiner Schüler weitergetragene Lehre «fatale Folgen für das Schaffen der zeitgenössischen Schweizer Autoren». Der erst gerade zum Professor für deutsche Literaturgeschichte ernannte Max Wehrli schrieb in seinem Nachruf auf Ermatinger:

«Nicht die philologische, historische oder interpretierende Einzelforschung lag ihm am Herzen, sondern die souveräne Zusammenschau eines dichterischen Oeuvres, einer Epoche, einer Literatur, die er in ihren grossen Linien zu deuten und zu sichern suchte, mit einem offen bekannten ‹Mut zur Persönlichkeit› und einem unerschrocken verantworteten Werturteil.»

Ermatinger war «notorisch deutschfreundlich». So nahm er 1937 im thüringischen Eisenach aktiv an der Reichstagung der «Deutschen Christen» teil (einer protestantischen Bewegung, die Adolf Hitler als «gottgesandten Führer» verehrte), was vom Völkischen Beobachter umgehend als Prestigeerfolg verbucht wurde, und 1938 schrieb er in der Neuauflage von Das dichterische Kunstwerk, die deutsche Literatur sei seit dem Ersten Weltkrieg «durch jüdische Schriftsteller mit geschlechtlichen oder verdauungsphysiologischen Unflätigkeiten aller Art beschmutzt worden». Nach dem Zweiten Weltkrieg, 1948, stellt Ermatinger in einem Entnazifizierungsverfahren für Hans Friedrich Blunck, den ehemaligen Präsidenten der Reichsschrifttumskammer, einen Persilschein aus.
Ermatingers Nachlass befindet sich in der Zentralbibliothek Zürich.

## Veröffentlichungen (Auswahl)
- Gottfried Kellers Leben, Briefe und Tagebücher. Aufgrund der Biographie Jakob Baechtolds dargestellt. 3 Bände. 1915–1918.
- Die deutsche Lyrik in ihrer geschichtlichen Entwicklung von Herder bis zur Gegenwart. 2 Bände. 1921.
- Das dichterische Kunstwerk. Grundbegriffe der Urteilsbildung in der Literaturgeschichte. 1921.
- Weltdeutung in Grimmelshausens Simplicius Simplizissimus. 1925.
- Barock und Rokoko in der deutschen Dichtung. 1926.
- Dichtung und Geistesleben der deutschen Schweiz. Beck, München 1933.
- Deutsche Kultur im Zeitalter der Aufklärung. 1935.
- Richte des Lebens und Jahre des Wirkens Autobiographie in zwei Bänden. 1943–1945.
- Deutsche Dichter 1700–1900. Eine Geistesgeschichte in Lebensbildern. 2 Bände. 1948–1949.

## Festschrift
- Walter Muschg, Rudolf Hunziker (Hrsg.): Dichtung und Forschung. Festschrift für Emil Ermatinger zum 21. Mai 1933. Huber, Frauenfeld/Leipzig 1933.